# Бонд-стріт (станція)

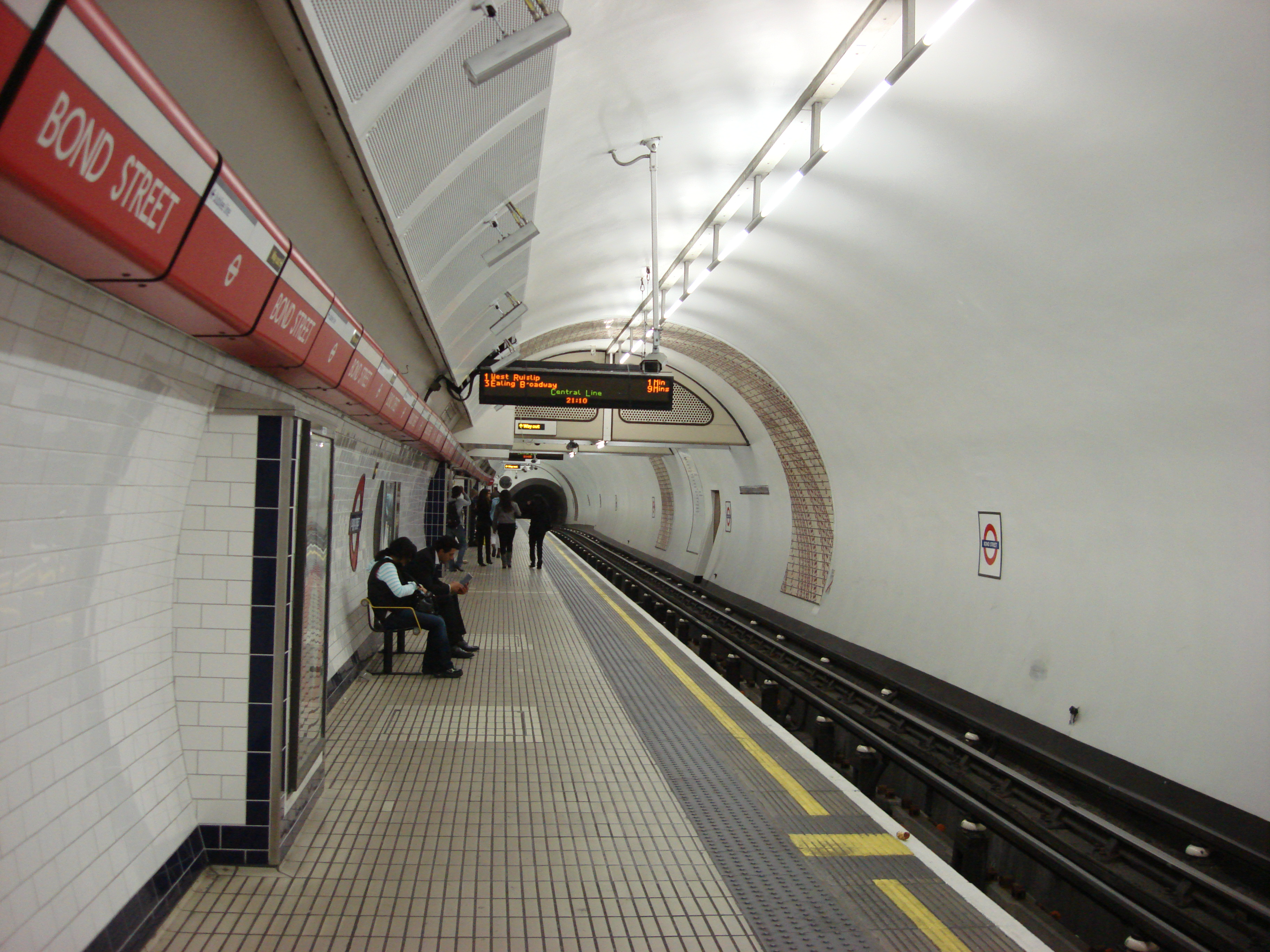
Платформа метростанції Бонд-стріт, Центральна лінія

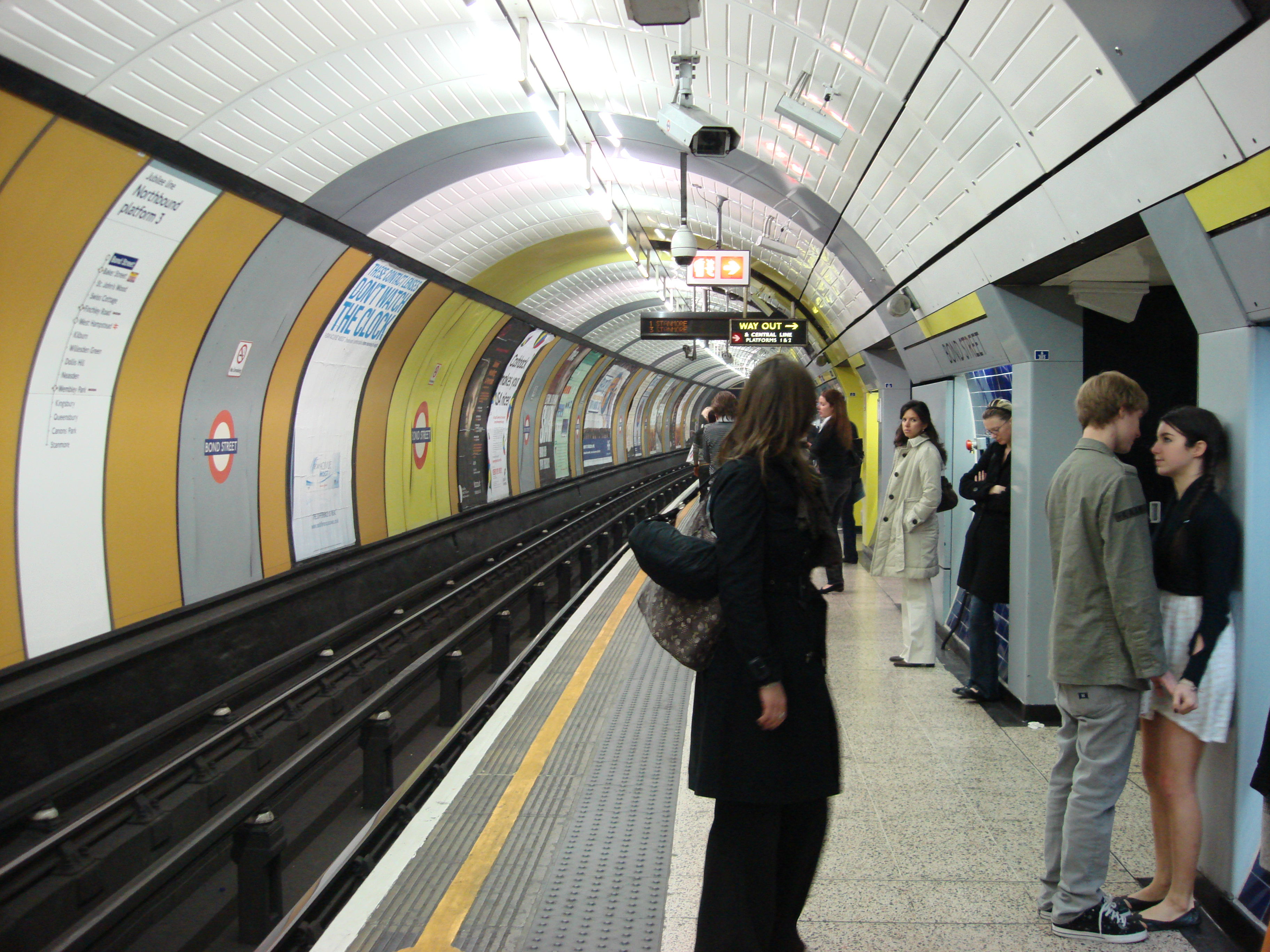
Платформа метростанції Бонд-стріт, лінія Джубилі

51°30′52″ пн. ш. 0°08′58″ зх. д. / 51.514444° пн. ш. 0.149444° зх. д.
Бонд-стріт (англ. Bond Street) — станція ліній Crossrail та Лондонського метрополітену у Мейфері, Вест-Енд. Розташований під Оксфорд-стріт, неподалік від рогу з Нью-Бонд-стріт. В 2017 році пасажирообіг станції становив 38.80 млн осіб На станції заставлено тактильне покриття.
Станція розташована на Центральній лінії, між станціями Марбл-арч та Оксфорд-серкус, та на лінії Джубилі, між Бейкер-стріт та Грін-парк. Станція відноситься до 1-ї тарифної зони. Бонд-стріт буде також станцією на майбутній лінії Елізабет, між Паддінгтоном і Тоттенгем-корт-роуд.
Станцію було відкрито 24 вересня 1900 року у складі Central London Railway,, через три місяці після відкриття перших станцій Центральної лінії.
1 травня 1979 року станція розпочала обслуговувати потяги лінії Джубилі.

## Пересадки
Пересадки на автобуси маршрутів: 2, 7, 13, 30, 73, 74, 94, 98, 137, 139, 159, 189, 274, 390 та нічних маршрутів: N2, N7, N73, N98, N207
| Попередня станція   | Лінія | Лінія                             | Лінія | Наступна станція |
| ------------------- | ----- | --------------------------------- | ----- | ---------------- |
| Марбл-арч           |       | Лондонське метро Центральна лінія |       | Оксфорд-серкус   |
| Бейкер-стріт        |       | Лондонське метро Лінія Джубилі    |       | Грін-парк        |
| Тоттенгем-корт-роуд |       | Crossrail                         |       | Паддінгтон       |